# Krýa Vrýsi (ort i Grekland, Thessalien, Trikala)
Krýa Vrýsi är en ort i Grekland.   Den ligger i prefekturen Trikala och regionen Thessalien, i den centrala delen av landet, 260 km nordväst om huvudstaden Aten. Krýa Vrýsi ligger 611 meter över havet och antalet invånare är 338.
Terrängen runt Krýa Vrýsi är kuperad åt nordost, men åt sydväst är den bergig. Runt Krýa Vrýsi är det ganska glesbefolkat, med 42 invånare per kvadratkilometer. Närmaste större samhälle är Kalampáka, 6,6 km öster om Krýa Vrýsi. Trakten runt Krýa Vrýsi består till största delen av jordbruksmark.